# Dicranomyia (Dicranomyia) alta
Dicranomyia (Dicranomyia) alta is een tweevleugelige uit de familie steltmuggen (Limoniidae). De soort komt voor in het Oriëntaals gebied.